# Ermita de San Caprasio
La ermita de San Caprasio es un templo que se alza en la frontera monegrina entre las provincias españolas de Huesca y Zaragoza, en la sierra de Alcubierre.
Se encuentra en un paisaje austero. Posee un suelo estratificado por capas de yeso, margas y bancos calizos que dejan al descubierto las entrañas de tales superposiciones en los cortados labrados por antiguos cauces. La ermita de San Caprasio es también conocida como «ermita de la Cueva de la Salud». Se ubica a 834 m de altitud,

## Leyendas
Hay muchas leyendas sobre San Caprasio, pero la más popular es que San Caprasio cuidaba ganado en la sierra de Guara -muchos dicen que de cabras por su nombre- hasta que un día decidió hacerse monje, cogió su cayado y lo lanzó tan lejos como pudo, yendo a parar a la sierra de Alcubierre. En el sitio donde cayó el bastón surgió una fuente y en las inmediaciones se puso la ermita, lugar muy saludable por sus plantas medicinales, aguas de lluvia, abundancia de selenita (cristales de yeso), aire puro en plena estepa, apaciguando y sanando el espíritu por su calma y retiro personal. Punto estratégico durante la guerra civil española, sus montes están llenos de trincheras. Esta cueva también fue utilizada por un famoso bandido de la zona, llamado el bandido Cucaracha, para sus correrías.
Hoy en día estas cuevas pertenecen a la Hermandad de Jesús que, de acuerdo con el Ayuntamiento de Farlete, las arregló y ensanchó para realizar una capilla como lugar de oración.
Hay otras dos cuevas medianas abiertas, una de ellas con una sala de reunión redonda y otras dos más pequeñas como despensa y con unos bancos para poder dormir. La hermandad de Jesús posee más dependencias destinadas al refugio de caminantes y al retiro espiritual.

## Localización
Para acceder a la zona es necesario llegar hasta Alcubierre. Una vez allí y tomada la pista que lleva a San Caprasio, debe prestarse atención a las bifurcaciones que, sin señalización, se unen a la ruta. Teniendo en cuenta esto debemos dejar las tres primeras desviaciones que se dirigen a la derecha. Una vez pasada la tercera desviación, una solitaria sabina a la izquierda nos dará la pista de que vamos por buen camino. Las dos siguientes desviaciones las dejaremos esta vez a la izquierda, ya que van en bajada. Una vez arriba y dejando ya por fin esa pista de coches, (cima con grandes antenas), veremos al fondo a la izquierda, las bocas o entradas a las mencionadas cuevas. Un sendero nos va llevando hasta ellas, sin perder nunca su visualización, bajando unas escalerillas de metal para acceder al mismo nivel de las cuevas.
- Datos: Q54823781